# If These Walls Could Sing
If These Walls Could Sing (lit. ‘Si cantessin les parets’) és un documental britànic del 2022 dirigit per Mary McCartney, en el seu debut documental, sobre la història dels Abbey Road Studios de Londres i les experiències i records dels músics que hi han tocat. El documental produït per John Battsek va convertir-se en un element central de les celebracions del 90è aniversari dels estudis Abbey Road el novembre del 2022.

## Repartiment
- John Williams
- Paul McCartney
- Ringo Starr
- Elton John
- Jimmy Page
- Noel Gallagher
- Liam Gallagher
- Roger Waters
- David Gilmour
- Nick Mason
- Cliff Richard
- Celeste
- Giles Martin[2]
- George Lucas
- Sheku Kanneh-Mason[3]
- Tony Hicks
- Bobby Elliott
- Baba Ani
- Colette Barber
- Nile Rodgers
- Ashaine White
- Matilda Mann
- Naomi Kimpenu

## Producció
El gener de 2021 es va anunciar que Mary McCartney havia de dirigir un documental sobre Abbey Road Studios. McCartney va dir: "Alguns dels meus primers records de petit provenen del temps passat a Abbey Road, feia temps que volia explicar la història d'aquest lloc històric". A més del seu pare Paul McCartney, es diu que les contribucions provenen de Jimmy Page, Kate Bush, Noel Gallagher, Liam Gallagher, Pink Floyd, John Williams, Celeste, Elton John, Giles Martin, i Shirley Bassey. La producció és de Mercury Studios i Ventureland. McCartney va expressar que l'objectiu de les entrevistes era aprofundir en el sentiment que tenien els músics sobre Abbey Road. Va dir: "Realment t'importa Abbey Road? És un edifici i has gravat aquí, però el que sigui. T'importa realment?" Creu que a través de les entrevistes es pot percebre genuïnament l'afecte que els músics tenen pel lloc.

## Publicació
La pel·lícula es va estrenar al 49è Festival de Cinema de Telluride el setembre de 2022. Va estar disponible per reproduir-se a Disney+ als Estats Units el 16 de desembre de 2022 i a Hulu el 23 de desembre de 2022. Va ser llançat a Disney+ al Regne Unit el 6 de gener de 2023.

## Recepció

### Resposta de la crítica
Al lloc web de l'⁣agregador de ressenyes Rotten Tomatoes, el 95% de les crítiques de 19 crítiques són positives, amb una valoració mitjana de 6,70/10.
Peter Bradshaw de The Guardian va donar a If These Walls Could Sing una nota de 4 sobre 5 estrelles i el va descriure com un documental "agradable" i una "gira privada divertida", posant èmfasi en l'ús de l'estudi no només per a la música pop i rock, sinó també per a Elgar, la violoncel·lista Jacqueline du Pré, l'Orquestra Simfònica de Londres i projectes cinematogràfics de John Williams, George Lucas i Steven Spielberg. Chris Harvey a The Daily Telegraph va qualificar la pel·lícula com "una formació sorprenent d'entrevistats" que ofereix un relat "ric en detalls" i "un moment emocionant quan el fill de George Martin, Giles, toca les cintes originals de la veu de John Lennon per A Day in the Life. Peter Aspden del Financial Times va declarar que la pel·lícula és "encantadora" però no "enormement reveladora... combinada amb un estil visual, en un to desvergonyidament nostàlgic".